# Strigopidae
Die Strigopidae sind eine Familie der Papageien, die aus zwei Gattungen besteht, Nestor und Strigops. Die Gattung Nestor beinhaltet den Kea, den Kaka, den Dünnschnabelnestor und den Chatham-Kaka, wogegen die Gattung Strigops mit einer einzigen Art, dem Kakapo, monotypisch ist.
Alle Arten sind oder waren in Neuseeland und den umliegenden ozeanischen Inseln, wie der Chatham-Insel, der Norfolkinsel und der Phillip-Insel endemisch. Die heutigen Namen Kea, Kaka und Kakapo kommen aus der māorischen Sprache.
Der Norfolk-Kaka und der Chatham-Kaka sind in historischer Zeit ausgestorben, der Kakapo, der Kea, und beide Unterarten des Kaka sind gefährdet. Das Aussterben der beiden Arten sowie der Bestandsrückgang der anderen drei wurden durch menschliche Aktivitäten verursacht. Europäische Siedler führten Schweine und Fuchskusus ein, die die Eier der Bodenbrüter fraßen. Außerdem wurden die Vögel vom Menschen zur Ernährung und als Agrarschädlinge gejagt, verloren ihren Lebensraum und litten unter der Einführung von Wespen.

## Systematik
Da es bis heute keinen Konsens über die Systematik der Papageien gibt, wurden die Arten der Strigopidae verschiedenen Taxa zugeordnet. Die Familie ist eine der drei heute anerkannten Papageifamilien, die beiden anderen sind die Kakadus (Cacatuidae) und die Eigentlichen Papageien (Psittacidae). Sie wird in zwei Triben, die Nestorini und die Strigopini geteilt, jede mit nur einer Gattung Nestor mit zwei noch heute lebende Arten und zwei ausgestorbene Arten, wobei vom Chatham-Kaka nur wenig bekannt ist und Strigops mit dem Kakapo als einzige Art. Traditionell wurden die Arten der Familie Strigopidae den Eigentlichen Papageien zugeordnet, aber verschiedene Studien zeigten ihre basale Stellung am Ursprung des Papageienstammbaums. Die meisten Autoren sehen die Gruppe nun als eigenständige Familie, während andere dafür sind, dass jede der beiden Triben einer eigenständigen Familie (Nestoridae und Strigopidae) zugeordnet wird.
| Tribus Nestorini Bonaparte, 1849 – 1 Gattung – 4 Arten |                                                               |                                                                                       |                                                  | |                                                      |
| Gattung Nestorpapageien (Nestor) Lesson, 1830 – 1 Art  |                                                               |                                                                                       |                                                  | |                                                      |
| Deutscher Name                                         | Wissenschaftlicher Name                                       | Verbreitung                                                                           | Gefährdungsstufe Rote Liste der IUCN             | Anmerkungen | Bild                                                 |
| Kea                                                    | Nestor notabilis Gould, 1856                                  | Südinsel Neuseelands                                                                  | (Endangered – stark gefährdet)                   | monotypisch 48 cm lang. Mit überwiegend olivgrünem Federkleid; die Unterflügeldecken und der Rücken sind orange gefärbt. Die Federn sind dunkel umrandet. Schnabel, Beine und Füße sind dunkelbraun. Das Männchen hat einen längeren Schnabel als das Weibchen. Lebensraum Bergwälder und subalpines Buschland, in Höhen von 850 bis 1400 m.                   | Kea (Nestor notabilis)                               |

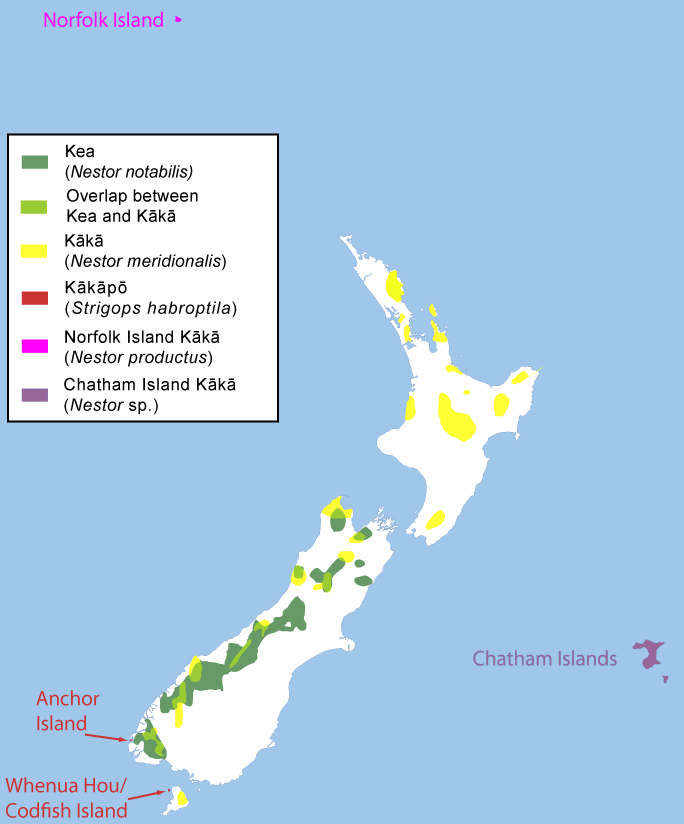
Gegenwärtige Verbreitung der rezenten – und ehemalige Verbreitung der ausgestorbenen Arten.

| Südinsel-Kaka                                          | Nestor meridionalis meridionalis (J. F. Gmelin, 1788)         | Südinsel Neuseelands                                                                  | (Endangered – stark gefährdet)                   | Ähnlich dem Nordinsel-Kaka, aber etwas kleiner, mit helleren Farben, die Kopfoberseite ist fast weiß, der Schnabel ist länger und bei den Männchen mehr gebogen. Lebensraum unberührte Südbuchen- und Steineibenwälder in Höhen von 450 bis 850 m im Sommer und 0 bis 550 m im Winter.                                                                         | Südinsel-Kaka (Nestor meridionalis meridionalis)     |
| Nordinsel-Kaka                                         | Nestor meridionalis septentrionalis Lorenz von Liburnau, 1896 | Nordinsel Neuseelands                                                                 | (Endangered – stark gefährdet)                   | Etwa 45 cm lang. Hauptsächlich olivbraun mit dunklen Federrändern. Unterflügeldecken, Schwanz und Halsgefieder sind leuchtend rot, die Wangen sind goldbraun, die Kopfoberseite ist gräulich. Lebensraum unberührte Südbuchen- und Steineibenwälder in Höhen von 450 bis 850 m im Sommer und 0 bis 550 m im Winter.                                            | Nordinsel-Kaka (Nestor meridionalis septentrionalis) |
| Dünnschnabelnestor                                     | Nestor productus Gould, 1836                                  | Früher endemisch auf der Norfolkinsel und der Phillip-Insel                           | (Extinct – ausgestorben) seit etwa 1851          | monotypisch Etwa 38 cm lang. Oberseite olivbraun, Backen und Kehle orange oder rötlich, Brust orangebraun, Schenkel, Hinterteil und unteres Abdomen dunkel orange. Lebensraum Felsen und Bäume | Dünnschnabelnestor (Nestor productus)                |
| Chatham-Kaka                                           | Nestor chathamensis Wood, Mitchell, Scofield & Tennyson, 2014 | Früher endemisch auf den Chatham-Inseln                                               | Ausgestorben zwischen 1550 und 1700              | monotypisch Nur von subfossilen Knochen bekannt. Aussehen unbekannt, Knochen zeigen eine eingeschränkte Flugfähigkeit an. Lebensraum Wälder |                                                      |
| Tribus Strigopini Bonaparte, 1849 – 1 Gattung 1 Art    |                                                               |                                                                                       |                                                  | |                                                      |
| Gattung Strigops G. R. Gray, 1845 – 1 Art              |                                                               |                                                                                       |                                                  | |                                                      |
| Deutscher Name                                         | Wissenschaftlicher Name                                       | Verbreitung                                                                           | Gefährdungsstufe Rote Liste der IUCN             | Anmerkungen | Bild                                                 |
| Kakapo                                                 | Strigops habroptila G. R. Gray, 1845                          | Neuseeland: Maud Island, Chalky Island, Codfish Island / Whenua Hou und Anchor Island | (Critically Endangered – vom Aussterben bedroht) | monotypisch Große, plumpe Papageien, 58–64 cm lang; Männchen größer als Weibchen, bei Geschlechtsreife 2 bis 4 kg schwer. Vor allem grün mit braun und gelb, die grünlichgelben Unterseiten gesprenkelt. Gesicht hell und eulenartig. Lebensraum unberührte Südbuchen- und Steineibenwälder, subalpines Buschland, Tussockgrasland in Höhen von 10 bis 1400 m. | Kakapo (Strigops habroptila)                         |

## Phylogeographie

Die Vorfahren der Strigopidae trennten sich vor 82 Millionen Jahren, als Neuseeland von Gondwana abbrach, von den anderen Papageien, was zu einer geographischen Isolierung der Strigopidae führte. Die Vorfahren der beiden Gattungen Nestor und Strigops trennten sich vor 60 bis 80 Millionen Jahren. Der Mechanismus wird Allopatrische Artbildung genannt. Im Laufe der Zeit besetzten die Vorfahren der zwei überlebenden Gattungen unterschiedliche ökologische Nischen. Dieses führte zu sympatrischen Artbildung. Im Pliozän, vor etwa fünf Millionen Jahren, sorgte die Bildung der neuseeländischen Alpen zu einer Veränderung der Landschaft und ergaben neue Möglichkeiten der Artbildung. Vor drei Millionen Jahren passte sich eine Gruppe, die Keas, an das Leben in großen Höhen an, während die verschiedenen Formen der Kakas im Tiefland verblieben. Beide Inselarten, der Norfolk-Kaka und der Chatham-Kaka sind das Ergebnis der Einwanderung einer kleinen Gruppe von Individuen auf die Inseln und der darauf folgenden Anpassung an den Lebensraum jener Inseln. Da keine DNA des Chatham-Kaka vorhanden ist, ist es schwierig, genau herauszufinden, wann jene Artbildungsprozesse auftraten. Die Kaka Populationen der Nordinsel und der Südinsel wurden am Ende des Pleistozän, als der Meeresspiegel durch die abtauenden Gletscher anstieg, voneinander isoliert.
Bis in jüngster Zeit lebten keine vierbeinigen Säugetiere auf Neuseeland und den umliegenden Inseln, eine Umwelt, die dazu führte, dass viele Vögel zu Bodenbrütern wurden und einige Vögel ihre Flugfähigkeit einbüßten.

## Lebensweise

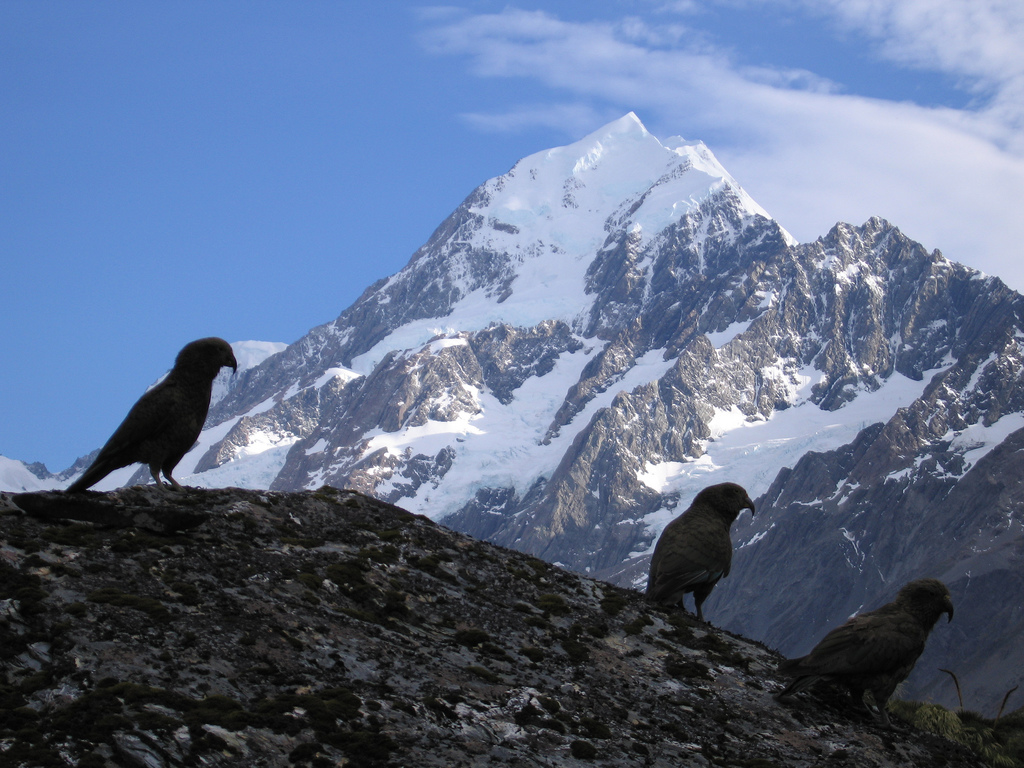
Keas sind für das Leben in der alpinen Zone gut angepasst, hier vor dem Aoraki/Mount Cook

Die drei rezenten Arten der Familie besetzen ziemlich unterschiedliche ökologische Nischen, ein Resultat der phylogeographischen Dynamik der Familie. Der Kakapo ist ein flugunfähiger, durch sein Gefieder gut getarnter Vogel, der nachtaktiv lebt, um den großen tagaktiven Greifvögeln zu entgehen. Normalerweise brütet er nur alle 3 bis 5 Jahre, wenn bestimmte Steineiben wie der Rimu (Dacrydium cupressinum) reichlich Samen tragen.
Keas sind für das Leben in großen Höhen gut angepasst und werden regelmäßig im Schnee an den Skiorten beobachtet. Da es keine Bäume in der alpinen Zone gibt, bauen sie ihr Nest in Höhlen im Boden.

## Beziehung zum Menschen

### Bedeutung für die Māori
Die Māori nutzten die Papageien auf verschiedene Weise. Sie jagten sie als Nahrungsmittel, hielten sie als Haustiere und benutzten ihre Federn, um Kleidung herzustellen. Die befiederten Häute des Kakapo wurden vor allem genutzt, um Mäntel für die Frauen und Töchter der Häuptlinge herzustellen. Die Federn wurden auch genutzt, um das Taiaha, eine traditionelle Waffe der Māori, zu schmücken.

### Gefährdung
Von den fünf Arten starben der Norfolk-Kaka und der Chatham-Kaka in der Neuzeit aus. Der letzte bekannte Norfolk-Kaka starb in Gefangenschaft in London kurz nach 1851, und nur zwischen 7 und 20 Bälge sind erhalten. Der Chatham-Kaka starb zwischen 1550 und 1700 aus, nachdem Polynesier die Insel besiedelten, noch bevor Europäer die Insel erreichten, und ist nur von subfossilen Knochen bekannt. Von den heute noch lebenden Arten ist der Kakapo mit nur noch 90 Einzeltieren vom Aussterben bedroht. Der Kaka der Hauptinseln ist stark gefährdet, und der Kea wird als gefährdet gelistet.
Die Fauna Neuseelands entwickelte sich für eine lange Zeit ohne Anwesenheit von Menschen oder anderer Säugetiere. Vor der Besiedlung durch den Menschen gab es nur einige Fledermausarten und Meeressäugetiere, die einzigen Beutegreifer waren Greifvögel, die visuell jagen. Diese Umstände beeinflussten die Entwicklung von Neuseelands Papageien, z. B. die Entwicklung der Flugunfähigkeit beim Kakapo und das Bodenbrüten des Kea. Polynesier erreichten die Inseln zwischen den Jahren 800 und 1300 und führten den Kuri, eine Hunderasse ein. Dies war für die einheimischen Tiere verhängnisvoll, da der Kuri seine Beute durch Geruch lokalisieren kann und die einheimischen Tiere keine Abwehrmöglichkeit dagegen hatten.
Der Kakapo wurde seines Fleisches, seiner Haut und seines Gefieders wegen gejagt. Als die ersten europäischen Siedler kamen, war er aber noch weit verbreitet. Der großflächige Kahlschlag der Wälder und des Buschlandes zerstörte aber seinen Lebensraum, während die bodenbewohnenden, flugunfähigen Vögel leichtes Opfer eingeführter Fleisch- und Allesfresser wie Ratten, Katzen und Hermeline wurden.
Der Kaka benötigt große Waldflächen zum Leben, und die anhaltende Fragmentierung zum Zwecke der landwirtschaftlichen Nutzung hat verheerende Auswirkung auf die Art.
Eine andere Bedrohung ist die Nahrungskonkurrenz mit eingeführten Arten wie dem Fuchskusu, der wie die Papageien die Samen von Misteln und Eisenhölzern frisst, oder mit eingeführten Wespen, die den für die Papageien wichtigen Honigtau fressen. Brütende Weibchen, Junge und Eier sind besonders durch eingeführte Raubtiere bedroht.

### Schutz
Für den Kakapo und den Kaka gibt es Schutzprogramme, während der Bestand des Kea beobachtet wird. Von den mehr als 100 lebenden Kakapos ist jedes Einzeltier bekannt, und alle sind Teil eines Züchtungs- und Erhaltungsprogramms.